# Godspeed You! Black Emperor
Godspeed You! Black Emperor, kurz GY!BE (früher zunächst Godspeed You Black Emperor!, dann Godspeed! You Black Emperor; in der aktuellen Schreibweise deutsch etwa: Gute Reise Dir! Schwarzer Kaiser) ist eine kanadische Rockband aus Montreal, Québec, deren Alben als stilprägend für den modernen Post-Rock gelten.

## Name
Der Name kommt von God Speed You! Black Emperor. (original: ゴッド・スピード・ユー! BLACK EMPEROR., Goddo supīdo yū! Black Emperor.), einer 1976 entstandenen Schwarz-Weiß-Dokumentation von Regisseur Mitsuo Yanagimachi, in der die Taten einer japanischen Bikergang (bōsōzoku), der Black Emperors, beschrieben werden. Die Schreibweise des Bandnamens wurde mehrmals geändert, wobei sich allerdings nur die Position des Ausrufezeichens veränderte: von „Godspeed You Black Emperor!“ (1994–1999) über „Godspeed! You Black Emperor“ (1999–2002) zu „Godspeed You! Black Emperor“ (ab 2002).

## Musik
Die Musik wird gewöhnlich als Post-Rock kategorisiert, allerdings distanziert sich die Band von einer solchen überregionalen Zuordnung. Sie wird jedoch von vielen Kritikern und Hörern als essentieller Bestandteil, bisweilen wohl sogar als eine Art Zentrum der Post-Rock-Szene gehandelt. Die Band dagegen betont vielmehr die Bedeutung ihres regionalen Umfelds und ihre Wurzeln im sozio-kulturellen Phänomen des Pop Montréal, einer stilübergreifenden und impulsgebenden Künstler-Community aus der Québecer Metropole.
Musikalisch lässt sie sich von einer Reihe von Stilen wie Progressive Rock, Punk und klassischer Musik beeinflussen. Ihre Aufnahmen bestehen jeweils aus wenigen recht langen Instrumentaltracks, meist zwischen zehn und 25 Minuten, die in „movements“ (Sätze) eingeteilt werden, die in einigen Fällen auch auf der Trackliste aufgeführt werden.
Um 1994 wurde die Band von drei Mitgliedern gegründet, aber die Anzahl und Namen der Musiker änderten sich oft. Die Band hatte zwischenzeitlich 15 Mitglieder, aber meistens betrug die Anzahl neun. Die gespielten Instrumente änderten sich mit den personellen Wechseln, die Musik allerdings basiert größtenteils auf E- und Bassgitarren, Streichinstrumenten und Perkussion. Bisweilen werden auch andere Instrumente wie das Glockenspiel und das Waldhorn gespielt. Die Musik auf manchen ihrer Alben wird von gesprochenen Feldaufnahmen begleitet. Diese dienen wohl zumindest teilweise der Kommentierung der ansonsten rein instrumentalen Musik. In diesen Samples, die von der Band in ganz Nordamerika aufgenommen wurden, hört man u. a. einen apokalyptischen Straßenprediger aus Providence, Rhode Island, eine nostalgische Betrachtung über Coney Island heute und früher, eine Durchsage in einem Geschäft sowie eine Gruppe Französisch sprechender und singender Kinder.
Die Band nutzt für ihre Musik keine Keyboards, Synthesizer und Computer. Das Bandmitglied Efrim Menuck sagte in einem Interview darüber:

„Nun, in erster Linie sind wir alles irgendwie Punkrock-Kids, wir benutzen die gleichen Werkzeuge, die wir benutzen, seit wir 15 Jahre alt sind. Aidan [Girt], unser Drummer, spielt in einer Band namens Exhaust und benutzt dort Samples. Und Roger [le Tellier-Craig], einer unserer Gitarristen, spielt in einer anderen, wo einige Analogsynthesizer benutzt werden, aber im großen und ganzen sind wir eben stark im Punkrock, amerikanischem Hardcore verwurzelt. Wir respektieren Typen wie Autechre oder Aphex Twin, aber wir haben uns für eine andere Arbeitsweise entschieden, mit Gitarren und dicken Verstärkern.“

## Band

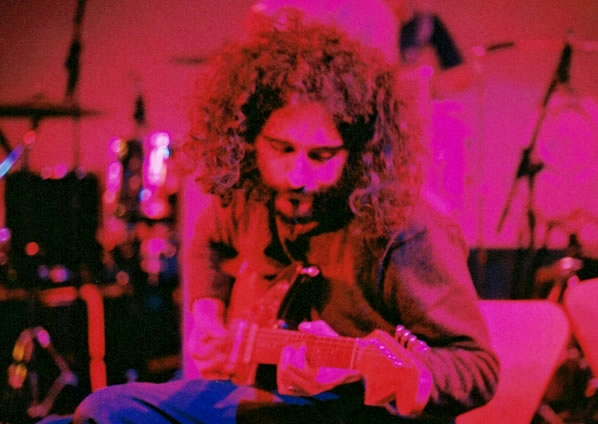
Efrim Menuck bei einem GY!BE-Konzert in London, November 2000

In der Vergangenheit zögerten die Bandmitglieder, traditionelle Interviews für Werbezwecke zu geben und zeigten offen ihre Abneigung gegen die etablierte Musikindustrie. Dies gab ihnen den Ruf als schattige, sogar asoziale Figuren – was womöglich dadurch verstärkt wurde, dass die Bandmitglieder nur mit ihren Vornamen bekannt waren und auch keine offiziellen, autorisierten Bandfotos existieren. Den Plattencovern sind zudem häufig politische oder gesellschaftskritische Textfragmente, Zeichnungen und Anspielungen zu entnehmen, die in dieser Form im sich ansonsten meist unpolitisch gebenden Post-Rock-Genre eher selten sind. Darüber hinaus ist wenig über die Musiker persönlich bekannt. Allerdings wurde die Band deutlich bekannter, nachdem sie 1999 auf der Titelseite des britischen Musikmagazins New Musical Express abgebildet wurde.
Das Mitglied, das am häufigsten mit der Presse spricht, ist Efrim Menuck, weshalb er manchmal als Frontmann präsentiert wird. Er selbst allerdings dementiert dies.

## Bandgeschichte

### Gründung
Die Geschichte von Godspeed You! Black Emperor beginnt 1994, als Efrim Menuck, Mauro Pezzente und Mike Moya, ausgestattet mit zwei Gitarren und einem Bass, ein Auftritt als Support für die Montrealer Band Steak 72 angeboten wird. Da sie nur wenig Zeit zum Proben hatten, einigten sich die drei darauf, dass jeder von ihnen eine halbe Stunde lang nur einen Akkord spielen soll. Da diese besondere Art von Musik ein paar Leuten gefiel, beschlossen sie, fürs Erste so weiterzumachen. Dies wird allgemein als der Gründungszeitpunkt von Godspeed You! Black Emperor angesehen.
Gitarrist Efrim Menuck über die ersten Konzepte der Band:

„[…] Und dann absolvierten drei von uns einen Auftritt, und wir hatten die Idee, eine Stunde lang nur eine Note zu spielen. Und das war für etwa ein Jahr Godspeed You! Black Emperor, diese Band, die stundenlang eine Note spielte. Und dann wurden es irgendwie zwei Noten, dann drei … Es fing so eng an und wurde dann so groß … […] Das mit den movements war irgendwie eine logische Schlussfolgerung aus diesem Ding, dass man eine Stunde lang eine Note spielt. Zumindest ist es das für mich.“

### All Lights Fucked on the Hairy Amp Drooling
Ein Jahr lang spielte die Band so mehrere Gigs in Montreal und nahm eine Kassette namens All Lights Fucked on the Hairy Amp Drooling auf, von der nur 33 Kopien erstellt wurden. Zu diesem Zeitpunkt bestand die Band nur aus Efrim Menuck, Mauro Pezzente und Mike Moya. Die Musik für die Kassette wurde mit einem 4-Track aufgenommen. Bereits zu diesem Zeitpunkt nannten sie sich Godspeed You Black Emperor!. Lange war nur wenig über die Kassette bekannt. Trotz ihres Kultstatus und regelrechter „Legendenbildung“ um diese Kassette tauchten lange keine Kopien davon im Internet auf, obwohl Mitglieder der Band bisweilen Kopien der Kassette an Fans vergaben. Warum Constellation Records oder die Band die Kassette nicht neu veröffentlichen, erklärte Efrim Menuck in einem Interview Anfang 2010 so:

„Es ist kompliziert. Da [die Kassette] überhaupt nicht dem ähnelt, wofür Godspeed später bekannt wurden, wäre es schwer, die Kassette zu veröffentlichen, ohne das Gefühl dabei zu haben, man hätte die Fans über den Tisch gezogen. Ich würde nicht wollen, dass jemand es kaufen würde und eine alte Godspeed-Platte erwartet, bis der Käufer dann merkt, dass es was komplett anderes ist.
Ich denke, [die Kassette] ist interessant, aber jetzt auch nicht so großartig. Musikalisch gesehen kenne ich nicht mal den Wert der Musik. Ich meine, da ist Gesang drauf! Unmengen von Gesang!“

2013 veröffentlichte ein anonymer Benutzer einige Tracks des Albums auf Reddit, deren Authentizität aber von der Band nicht bestätigt wurde. Im Februar 2022 tauchte das gesamte Album bei 4chan auf. Die Band reagierte mit der offiziellen Veröffentlichung als digitales Album zum Herunterladen von ihrer Bandcamp-Seite wenig später. Alle Erlöse gehen an die Organisation Canadians for Justice and Peace in the Middle East, die humanitäre Hilfe in den Palästinensischen Autonomiegebieten leistet.

### F♯A♯∞

F♯A♯∞ (Nachpressung)

In den darauf folgenden Jahren wuchs die Anzahl der Bandmitglieder stark an. Dies lag daran, dass die meisten der wenigen Montrealer, denen die Musik von GY!BE gefiel, meist sofort Mitglieder der Band wurden. Nach kurzer Zeit bestand die Band schon aus 14 Mitgliedern. Dadurch wurde auch die Musik der Band variantenreicher, sie beschränkte sich nunmehr nicht nur auf die 2 Instrumente und den einen Akkord.

“There were three of us at first. We met a friend who is a horn player who isn't playing with us anymore. I'd already played with Dave. Dave started playing with the three of us and I knew Thierry so Thierry started playing with us. Dave knew our cellist so she started playing. It was like if anyone knew anybody who played an instrument and seemed like an okay person, they would sort of join up. Last year around this time, we got up to 15 people or something and that was horrible and so we went back down to nine and have sort of been around nine ever since then.”

„Zuerst waren wir drei Leute. Wir trafen einen Freund, welcher Hornist ist, der spielt aber nicht mehr mit uns. Mit Dave hab ich schon mal gespielt. Dave spielte also mit uns Dreien und ich kannte Thierry, also begann Thierry mit uns zu spielen. Dave kannte unsere Cellistin, also spielte sie auch mit. Es war ein bisschen so, dass jeder, der wen kannte, der Musik spielen konnte und ganz nett war, den Typen dann auch in die Band aufnahm. Letztes Jahr um diese Zeit waren wir dann 15 Leute und das war fürchterlich, also gingen wir wieder runter auf neun Mitglieder und seitdem haben wir uns bei Neun eingependelt...“

Im Laufe der Jahre 1995/1996 übernahmen Mitglieder von GY!BE ein Gebäude in Montreal, welches sie Hotel2Tango nannten. Hier wohnten sie nicht nur, sondern veranstalteten auch Konzerte und richteten ein Tonstudio ein. Im Frühjahr 1997 fanden dort die Aufnahmen zu Godspeed You! Black Emperors erstem Album F♯A♯∞ statt, das dann im August desselben Jahres in einer limitierten Auflage von 500 Stück auf Vinyl erschien. Veröffentlicht wurde die Platte auf dem gerade frisch gegründeten Label Constellation Records, die Hüllen wurden vom Label in Handarbeit gefertigt und von lokalen Künstlern gestaltet. Zudem lagen der Platte einige Extras, wie ein von einem Zug plattgefahrener kanadischer Penny, bei. Kurz nach der Veröffentlichung von F♯A♯∞ wollte das amerikanische Label Kranky das Album auf CD herausbringen. Die Band willigte ein und unterschrieb einen Vertrag für zwei Alben. Um die Vinyl-Veröffentlichungen kümmerte sich weiterhin Constellation Records und es wurden weitere Platten nachgepresst.

Cover der E.P. Slow Riot for New Zerø Kanada, 1999

Die nächsten Jahre von GY!BE waren von extensivem Touren geprägt. Nachdem die Band anfangs vorwiegend in kleinen Hallen in Montreal spielte, tourte sie nun auch durch ganz Kanada sowie die Vereinigten Staaten. Die Band tourte häufig ohne Geld, die Einnahmen aus den Konzerten wurden hauptsächlich für Fahrt und Übernachtungen genutzt, Geld verdiente die Band daran nicht. Eine US-Tour wurde jedoch von der kanadischen Regierung bezuschusst, GY!BE profitierten hier von einem Zuschusssystem, für das sie mit Glück einen Zuschlag bekamen. Von diesem Geld veranstalteten sie eine Europa-Tour. Das Touren in Europa gefiel den Bandmitgliedern, sie fühlten sich besser behandelt als in Amerika.

„In den Clubs behandeln sie dich wie Scheiße, die Leute dort sind Fremde, völlig entfremdet...sie sehen aus wie du und ich, aber sobald du näher mit ihnen zu tun hast, ist nichts davon übrig, nichts dahinter. Es ist einem so fern, ein kaputter Ort, sehr, sehr kaputt...der Albtraum des Teufels.“

Zwischen diesen Touren schrieben GY!BE an neuen Songs, die schließlich in Form der EP Slow Riot for New Zerø Kanada veröffentlicht wurden. Die Platte erschien im März 1999 auf Vinyl bei Constellation Records und auf CD bei Kranky.

### Lift Yr. Skinny Fists Like Antennas to Heaven!
Rund um Constellation Records, dem Hotel2Tango und GY!BE begann eine Post-Rock-Szene in Montreal zu wachsen. Die vielen Mitglieder von Godspeed You! Black Emperor gründeten eifrig immer neue Nebenprojekte, zu denen sie befreundete Musiker einluden. Diese gründeten wiederum weitere Projekte und schufen so eine erstaunliche Szene. 1999 wurde mit A Silver Mt. Zion ein weiteres GY!BE-Nebenprojekt gegründet. Trotz der Touren und den Projekten ließen die Mitglieder GY!BE nicht aus den Augen und nahmen ein weiteres Album auf. Das Anfang 2000 als Doppelalbum erschienene Lift Yr. Skinny Fists Like Antennas to Heaven! wird allgemein als Höhepunkt der GY!BE-Diskografie gesehen: Die durchschnittlich 20 Minuten dauernden 4 Songs faszinierten Kritiker und Fans gleichermaßen, so gab zum Beispiel Pitchfork Media mit 9 von 10 Punkten eine hohe Wertung ab.

### Yanqui U.X.O.
Das dritte Album von GY!BE, Yanqui U.X.O., erschien im November 2002. Das Album zeigt eindeutig die politischen Ansichten der Bandmitglieder. Yanqui ist das spanische Wort für Yankee, U.X.O. steht für Unexploded Ordnance. Das Cover zeigt von einem Flugzeug fallende Bomben, auf der Rückseite befindet sich eine Zeichnung, die Verbindungen der vier großen Major-Labels zur Rüstungsindustrie aufzeigen soll.
Die Platte führte zu Meinungsverschiedenheiten bei Fans und Kritik. So vergab Pitchfork Media nur 5,6 von 10 Punkten, Allmusic 3,5 von 5 Sternen. 2003 verließ dann Langzeitgitarrist Roger Tellier-Craig einvernehmlich die Band, um sich mehr Fly Pan Am widmen zu können.

### Hiatus
Nach der Tour zu Yanqui U.X.O. verkündete die Band, eine Pause einlegen zu wollen. Meistens werden die zahlreichen Nebenprojekte der Band als Grund für die Pause angegeben. Im Februar 2008 wurde ein Interview mit Efrim Menuck fehlinterpretiert, so dass das Gerücht entstand, GY!BE hätten sich aufgelöst. Dies wurde später von der Band dementiert.

### Ende der Pause
Im April 2010 kündigte die Band einige Konzerte in Europa sowie 9 Konzerte in Nordamerika für den Winter 2010 an. Sie werden ebenso das All Tomorrow’s Parties-Festival 2010 in Großbritannien kuratieren. Das Dokument wurde von Efrim Menuck auf Livekonzerten von A Silver Mt. Zion sowie vom Plattenlabel Constellation Records bestätigt. GY!BE werden über das Ende des Hiatus keine Interviews geben.
Mitte Juni 2010 wurden die ersten Konzertdaten für Großbritannien bekanntgegeben. Im September wurden letztendlich weitere Europa-Daten veröffentlicht, darunter bloß ein Konzert in Deutschland am 20. Januar 2011 in Berlin. Mitte Oktober wurden noch Daten für Italien veröffentlicht.
Im Oktober 2012 erschien das Album ’Allelujah! Don’t Bend! Ascend! als MP3- und Flac-Download sowie als CD und LP. Die Titel der vier Songs lauten: Mladic, Their Helicopters’ Sing, We Drift Like Worried Fire und Strung Like Lights at Thee Printemps Erable. In den nächsten Jahren folgten die Alben Asunder, Sweet and Other Distress (2015) und Luciferian Towers (2017) sowie 2021 das bei einem Konzert im Vorjahr aufgenommene G_d’s Pee at State’s End!.

### No Title as of 13 February 2024 28,340 Dead
Am 28. August 2024 kündigte die Band ihr achtes Album No Title as of 13 February 2024 28,340 Dead an und veröffentlichte die Leadsingle Grey Rubble - Green Shoots. Der Albumtitel bezieht sich auf die Zahl der palästinensischen Todesopfer während des Krieges zwischen Israel und Hamas während der Entstehung des Albums.

## Trivia
- 2002 erlaubte die Band dem Regisseur Danny Boyle einen Teil (sad mafioso) des insgesamt 17:58 Minuten langen Tracks East Hastings für seinen Film 28 Days Later zu benutzen. In dem Film wird Jim, gespielt von Cillian Murphy, von einer gekürzten Version von sad mafioso begleitet, als er in einer Anfangssequenz als einziger Überlebender einer Virusepidemie durch die Geisterstadt London irrt. East Hastings wurde 1998 auf dem Album F♯A♯∞ veröffentlicht. Auf dem Soundtrack zum Film ist das Stück nicht vorhanden.[27]

- Auf Konzerten spielt die Band manchmal die Songs Albanian und Gamelan (der Titel verweist auf die Musik des indonesischen Gamelan). Allerdings sind diese Songs auch als hochqualitative Zuschaueraufnahmen im Internet zu finden.[28] Dies wird durch die Genehmigung der Band für solche Aufnahmen[29] ermöglicht – so ist es häufig der Fall, dass neues Material durch Fans der Band veröffentlicht wird, bevor es offiziell aufgenommen wurde. Die Songs wurden 2012 auf dem Album ’Allelujah! Don’t Bend! Ascend! in leicht veränderter Form veröffentlicht.

- 2003 wurde die Band während einer USA-Tour von der Polizei festgehalten, weil besorgte Anwohner sie für Terroristen hielten. Später wurde sogar das FBI hinzugerufen, nachdem angeblich verdächtiges Material im Tourbus gefunden wurde. Die Band wurde jedoch noch am selben Tag wieder freigelassen.[30] Efrim Menuck sagte dazu später, dass er in dem Moment froh war, kein Pakistani oder Koreaner zu sein.[31]

## Diskografie
- 1994: All Lights Fucked on the Hairy Amp Drooling (ursprünglich nur Kassette, auf 33 Kopien begrenzt; 2022 digitaler Download)
- 1997: F♯A♯∞ (LP)
- 1998: F♯A♯∞ (CD)
- 1999: Slow Riot for New Zerø Kanada (EP)
- 2000: Lift Yr. Skinny Fists Like Antennas to Heaven!
- 2002: Yanqui U.X.O. (unterschiedliche Ausgaben auf LP und CD)
- 2012: ’Allelujah! Don’t Bend! Ascend!
- 2015: Asunder, Sweet and Other Distress
- 2017: Luciferian Towers
- 2021: G_d’s Pee at State’s End!
- 2024: No Title as of 13 February 2024 28,340 Dead

auf Kompilationen
- 1998: Sunshine + Gasoline (als Zugabe mit dem Amazezine Magazine verteilt; Splitsingle mit Fly Pan Am)
- 2004: Outro (auf dem Constellation-Records-Sampler Song of the Silent Land)

## Weitere Projekte der Bandmitglieder
- A Silver Mt. Zion – Post-Rock mit Gesang. Wurde 1999 als Nebenprojekt von GY!BE gegründet.
- Bottleskup Flenkenkenmike
- Bakunin’s Bum
- 1-Speed Bike – Elektronisches Projekt von Schlagzeuger Aidan Girt.
- Exhaust
- Fly Pan Am – Instrumentelle Band mit experimentellem Noise-Ansatz.
- Et sans
- Set Fire to Flames – Experimentelles Musikerkollektiv aus Montreal.
- Hṛṣṭa – Post-Rock mit dem ehemaligen GY!BE-Gitarristen Mike Moya, welcher hier auch singt.
- Molasses
- Esmerine
- Balai mécanique
- ’Gypt Gore
- Shalabi Effect
- Black Ox Orkestar – Kammermusik mit Klezmer-Ansatz.

Die meisten dieser Bands veröffentlichen auf Constellation Records.